# Sylarnas fjällstation

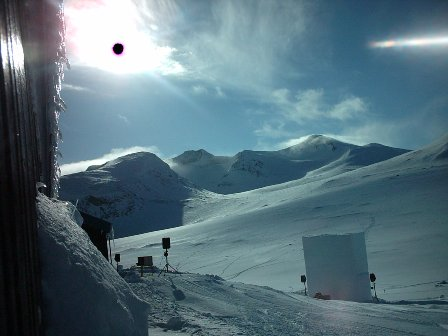
Sylarna från fjällstationen

Sylarnas fjällstation är en fjällanläggning i västra Jämtland i Undersåkers socken i Åre kommun. Fjällstationen ägs av Svenska turistföreningen. Fjällstationen som ligger i väglöst land har 100 bäddar och ligger intill fjällmassivet Sylarna. Flertalet sommar- och vinterleder går intill stationen som ligger på höjd av 1035 meter över havet. Bland annat till Blåhammarens fjällstation, Storulvåns fjällstation, Helags fjällstation samt till den norska fjällstationen Nedalshytta.

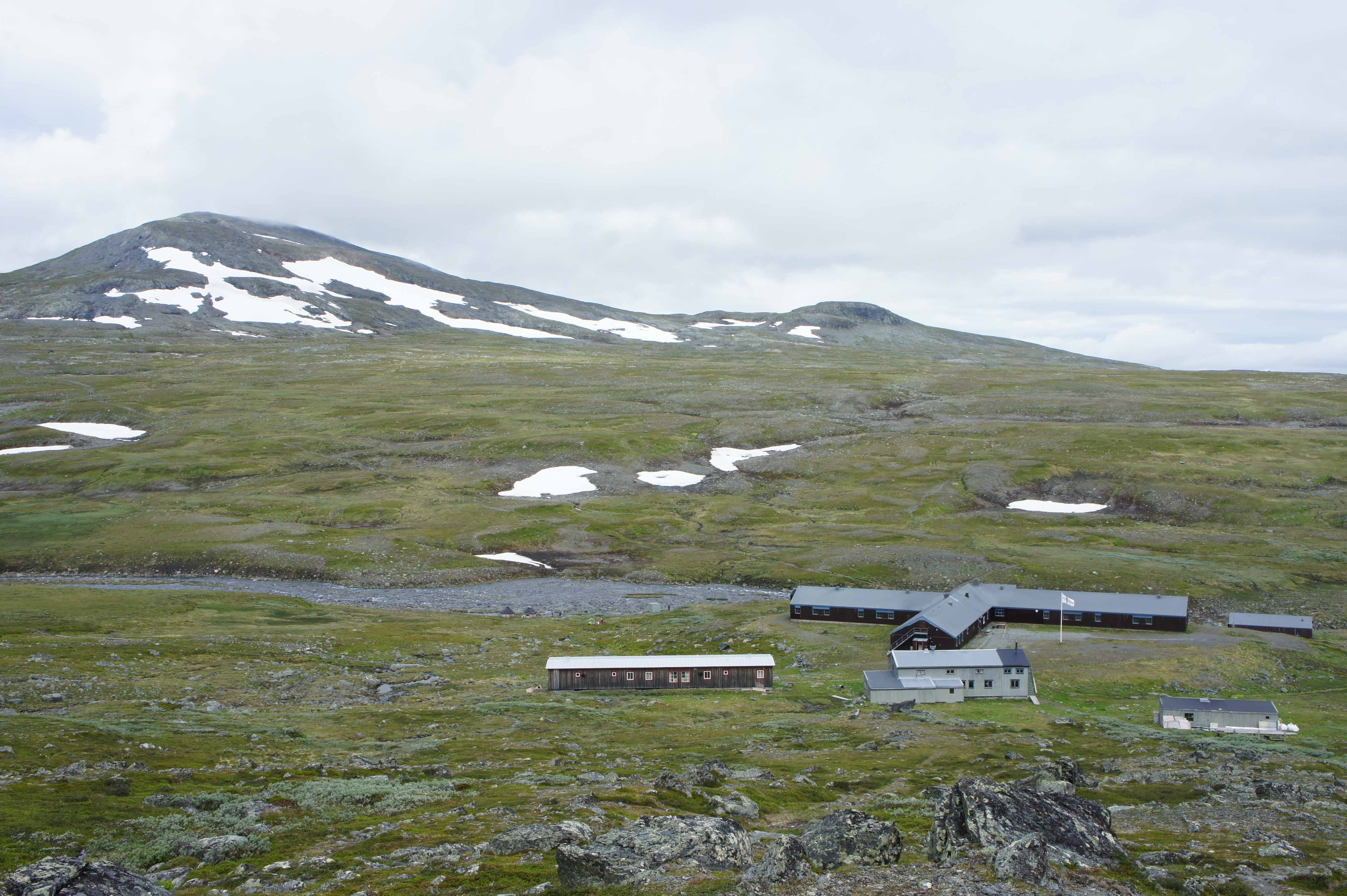
Sylarnas fjällstation fotat från Herrklumpen

Fjällstationen ingår i den populära vandringsleden Jämtlandstriangeln.
Avstånd från Sylarnas Fjällstation:
- Blåhammarens fjällstation 19 km
- Storulvåns fjällstation 16 km
- Helags fjällstation 19 km
- Nedalshytta 16,5 km
- Gåsenstugan 18 km
- Storerikvollen 19 km

## Historia

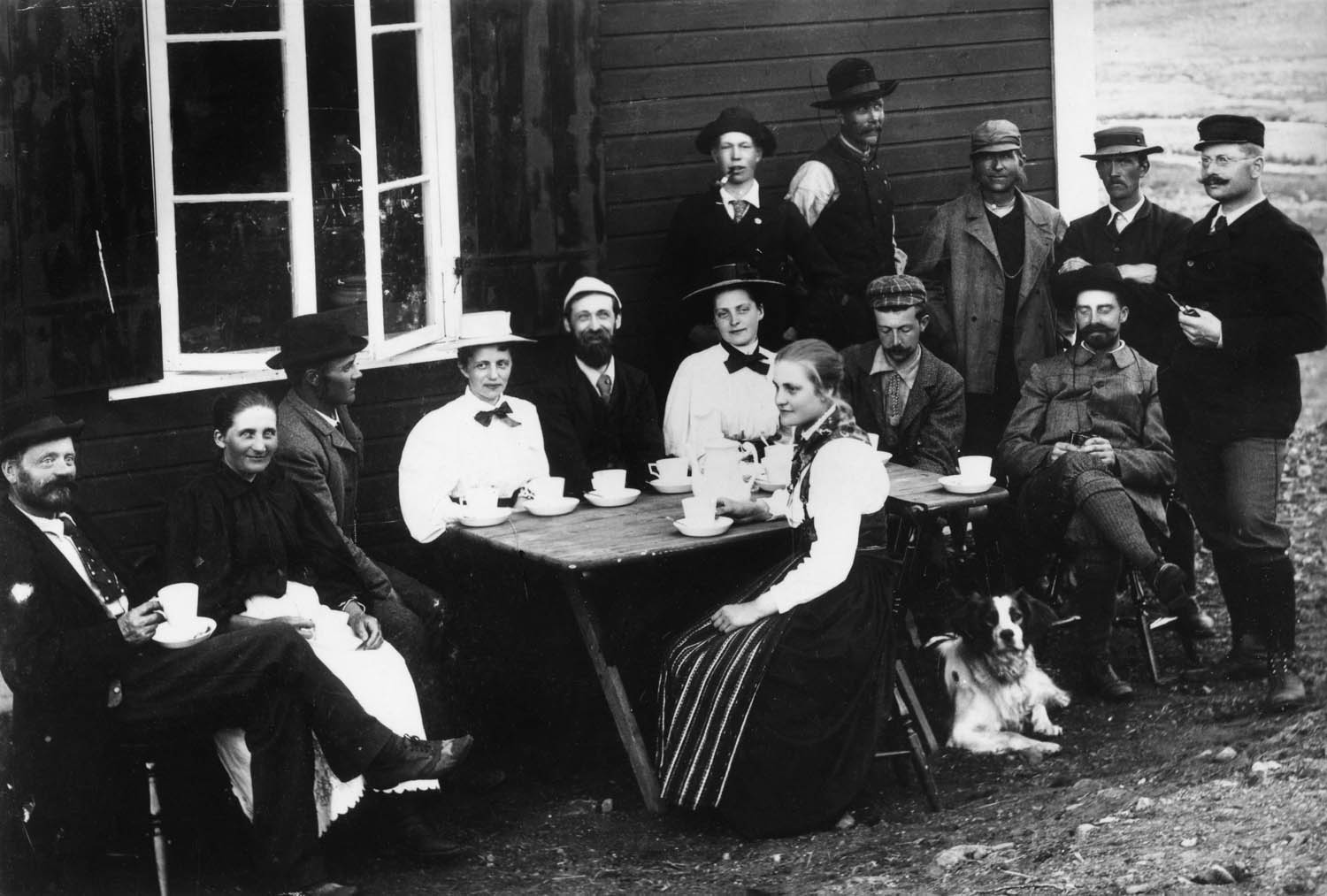
Gruppbild. Kafferep utanför Sylstugan vid invigningen 1897. I förgrunden flicka i folkdräkt - Nordiska Museet - NMA.0000052

Svenska turistföreningen, som bildades 1885, byggde sin första hydda nära Sylarna 1890. Denna var väldigt liten och enkelt inredd, och finns idag på Jamtli i Östersund. Bara några år senare, 1897, byggdes Syltoppshyddan (se bild), en större stuga med plats för fler boenden. I och med att områdets popularitet ökade för ett allt större antal turister, behövdes snart en större stuga, och så byggdes den Nya Sylstationen som stod färdig 1933 efter att hela bygget blåst bort en gång under en kraftig vinterstorm i januari 1932.  Bara ett par år efter att stationen genomgått en grundlig renovering i slutet av 1970-talet, så brann stationen ner 1980. År 1983 byggdes således den nuvarande fjällstationen upp. 